# دوغ غوتليب
دوغ غوتليب (15 يناير 1976 في الولايات المتحدة - ) (بالإنجليزية: Doug Gottlieb)‏ هو لاعب كرة سلة أمريكي في مركز هجوم خلفي. لعب مع Oklahoma State Cowboys and Cowgirls ‏.

## وصلات خارجية
- دوغ غوتليب على موقع كرة السلة الأوروبية.كوم (الإنجليزية)
- دوغ غوتليب على موقع كلية كرة السلة في سبورتس رفرنس.كوم (الإنجليزية)
- دوغ غوتليب على موقع ريلجم (الإنجليزية)
- دوغ غوتليب على موقع بروبوليرز (الإنجليزية)